# Pináculo
Pináculo este o arie protejată (arie specială de conservare — SAC, sit de importanță comunitară — SCI) din Portugalia întinsă pe o suprafață de 70,79 ha, integral pe uscat.

## Localizare
Centrul sitului Pináculo este situat la coordonatele 32°38′23″N 16°51′33″W / 32.6397°N 16.8592°V.

## Înființare
Situl Pináculo a fost declarat sit de importanță comunitară în iunie 1995 pentru a proteja 5 specii de plante și 18 specii de animale. Situl a fost protejat și ca arie specială de conservare în iulie 2009.

## Biodiversitate
Situată în ecoregiunea , aria protejată conține 4 habitate naturale: Faleze cu floră endemică de pe coastele macaroneziene, Tufărișuri termo-mediteraneene și de pre-deșert, Păduri de Olea și Ceratonia, Păduri macaroneziene de dafin (Laurus, Ocotea).
La baza desemnării sitului se află mai multe specii protejate:
- plante (5): Andryala crithmifolia, Chamaemeles coriacea, Jasminum azoricum, Maytenus umbellata, Musschia aurea
- păsări (17): Apus unicolor, șorecarul comun (Buteo buteo), Calonectris diomedea, sticlete (Carduelis carduelis), scatiu (Carduelis spinus), florinte (Chloris chloris), porumbel (Columba livia), măcăleandru (Erithacus rubecula), vânturel roșu (Falco tinnunculus), Larus michahellis, codobatură de munte (Motacilla cinerea), Serinus canaria, chiră de baltă (Sterna hirundo), guguștiuc (Streptopelia decaocto), silvie cu cap negru (Sylvia atricapilla), mierlă (Turdus merula), strigă (Tyto alba)
- nevertebrate (1): Discula tabellata

Pe lângă speciile protejate, pe teritoriul sitului au mai fost identificate 31 de specii de plante, 3 specii de mamifere, 19 specii de nevertebrate, 1 specie de reptile.